# Those Once Loyal
Albums de Bolt Thrower
Honour - Valour - Pride
(2002)
Those Once Loyal est le huitième et dernier album studio en date du groupe de Death metal anglais Bolt Thrower. L'album est sorti le 14 novembre 2005 sous le label Metal Blade Records.
Le thème central de l'album est la guerre, en particulier la première guerre mondiale.
Pour cet album, c'est le musicien Karl Willetts qui est au chant.
L'édition Digipak contient en plus le titre A Symbol of Eight.

## Musiciens
- Karl Willetts – chant
- Gavin Ward – guitare
- Barry Thompson – guitare
- Jo Bench – basse
- Martin Kearns – batterie

## Liste des morceaux
1. At First Light – 4:41
2. Entrenched – 3:44
3. The Killchain – 4:43
4. Granite Wall – 4:06
5. Those Once Loyal – 4:17
6. Anti-tank (Dead Armour) – 4:15
7. Last Stand of Humanity – 3:13
8. Salvo – 5:21
9. When Cannons Fade – 5:30
10. A Symbol of Eight – 4:10 (édition Digipak)